# 夜の巷を徘徊する
『夜の巷を徘徊する』（よるのちまたをはいかいする、2020年9月24日まで）・『夜の巷を徘徊しない』（2020年10月1日から）は、テレビ朝日が制作しANN系列で2015年4月3日未明（4月2日深夜）から2021年3月26日（3月25日深夜）まで毎週金曜日の0:15 - 0:45（木曜深夜）に放送されていた旅番組。ステレオ放送、文字多重放送（一部地域を除く）を実施。

## 概要
マツコ・デラックスにとっては初の全編ロケ番組。マツコ・デラックスが東京近郊をうろつき偶然見つけた深夜営業の店を訪ねたり、街の人と交流したりする。徘徊する時間帯は主に深夜で、会社訪問や一部テナント、ビルを回る企画の場合、閉店前の昼間や夕方の時間帯になる。
この番組はドキュメンタリーに近い構成を一貫しており、一般的なバラエティ番組や旅番組のような演出・BGM、オープニング・エンディングテーマは一切ない。また、テロップも出演者の話した言葉自体の表示は一切入らず、冒頭のタイトル表示前の番組概要や場面転換時、入店時の店名や時刻表示、店の店主、店員が教える事柄の補足情報などが入るのみである。スタッフ紹介も無くミニ番組のように「制作著作 tv asahi」と表示されるのみで最小限に抑えられている。
特別企画として俳優などのゲストとマツコの2名で夜の街をうろつくこともある。多くはテレビ朝日の番組や、映画の宣伝を兼ねた出演である。
またうろつく企画とは別に、一般の人とふれあいが中心の回がある。過去の放送分で出会った人達のその後の近況を公式サイトで募集、2015年10月の3時間特集（特番）ではマツコとスタッフがその人達を訪問、テレビ朝日の売店で買ったドラえもんのぬいぐるみプレゼント当選者宅へ届ける、などの企画を行っている。
一部新聞のテレビ欄等の番組表では文字数により「マツコ徘徊」「徘徊マツコ」などと記されることがある。
2016年12月28日には年末特番による1時間の特別編が23時20分 - 翌0時20分にテレビ朝日系列24局で放送された。
2018年10月5日放送分より、0:20 - 0:50（5分繰り下げ）枠に変更されたが、2019年10月より、元の0:15 - 0:45に戻る（5分繰り上げ）。なお、2019年8月から毎月最終週の他曜日深夜は特別番組『アベマの時間』の放送に差し替えているのに対し、木曜日に関しては本番組の放送を優先するため、数回の例外を除き、『アベマの時間』の放送を行っていない（詳しくは#備考を参照）。
2020年、新型コロナウイルスの影響によりロケ撮影が不可能となり、テレビ朝日スタジオでの収録が主となった。同年10月2日放送分より番組名が『夜の巷を徘徊しない』（よるのちまたをはいかいしない）に変更され、タイトル変更の経緯をマツコが説明した。ただしタイトルロゴは「する」の部分に×がつきその下に「しない」が付け加えられたものである。放送局ごとの番組表では「する」のままの局、「しない」を付け足した局と扱いは異なっていた。
2021年3月9日、本番組を同年3月26日（3月25日深夜）で終了することが明らかとなった。テレビ朝日は「総合的に判断した結果」とし、新型コロナウイルスの影響により、屋外でのロケ撮影に制約が生じたことも一因としている。後番組は火曜（月曜深夜）2時台に放送していた『かまいガチ』。
2024年5月13日、本番組を3年ぶりに復活させ、テレビ朝日開局65周年記念番組として同年6月7日20時から放送することを発表した。

## 出演者
マツコ・デラックス
ロケに同行するディレクター（クレジットなし）と、会話をしながら番組を進行する。「徘徊しない」に改題後も同様。

## 放送内容

### 2015年
| 回 | 放送日   | サブタイトル                               | ロケ地                                                                               | 備考                                                                                       |
| -- | -------- | ------------------------------------------ | ------------------------------------------------------------------------------------ | ------------------------------------------------------------------------------------------ |
| 1  | 4月3日   | 夜の吉祥寺を徘徊するマツコ。               | 東京都武蔵野市吉祥寺                                                                 | [ 注 1 ]                                                                                   |
| 2  | 4月10日  | 吉祥寺で飲む                               | 東京都武蔵野市吉祥寺                                                                 | [ 注 1 ]                                                                                   |
| 3  | 4月17日  | 平和島を徘徊                               | 東京都大田区平和島                                                                   | 同時ネット局では前夜の木曜ドラマ『アイ'ム ホーム』初回15分拡大SPのため0:30から放送         |
| 4  | 4月24日  | 平和島の遊び場を徘徊                       | 東京都大田区平和島                                                                   |                                                                                            |
| 5  | 5月1日   | 江戸川区葛西                               | 東京都江戸川区葛西                                                                   |                                                                                            |
| 6  | 5月8日   | 千葉県 巨大リサイクル店へ                  | 千葉県習志野市                                                                       |                                                                                            |
| 7  | 5月15日  | 秋葉原のショップで爆買い                   | 東京都千代田区秋葉原                                                                 |                                                                                            |
| 8  | 5月22日  | 秋葉原で鉄道と男装に出会う                 | 東京都千代田区秋葉原                                                                 |                                                                                            |
| 9  | 5月29日  | 新井薬師で怪獣に出会う                     | 東京都中野区新井薬師                                                                 |                                                                                            |
| 10 | 6月5日   | 練馬区江古田の学生は今？                   | 東京都練馬区江古田                                                                   |                                                                                            |
| 11 | 6月12日  | 千葉県の工業地域へ                         | 京葉工業地域（千葉県工業地域）                                                       |                                                                                            |
| 12 | 6月19日  | 鉄作りを見届け巨大社員寮へ                 | 京葉工業地域（千葉県工業地域）                                                       | 同時ネット局では前夜の木曜ドラマ『アイ'ム ホーム』最終回15分拡大SPのため0:30から放送       |
| 13 | 6月26日  | 原宿の占い師を巡る                         | 東京都渋谷区原宿竹下通り                                                             |                                                                                            |
| 14 | 7月3日   | 占い師の後はマジシャンが…                  | 東京都渋谷区原宿竹下通り                                                             |                                                                                            |
| 15 | 7月10日  | 夜明けの青山で蕎麦をすする                 | 東京都港区青山                                                                       | 同時ネット局では前夜の木曜ドラマ『エイジハラスメント』初回15分拡大SPのため0:30から放送     |
| 16 | 7月24日  | “人間交差点”高速道路サービスエリアへ       | 神奈川県海老名市・静岡県御殿場市 東名高速道路海老名SA・足柄SA                        |                                                                                            |
| 17 | 8月14日  | 高速SAのフードコートで満腹に…              | 神奈川県海老名市・静岡県御殿場市 東名高速道路海老名SA・足柄SA                        | 同時ネット局では前夜の23:10に『熱闘甲子園』（EX・ABC共同制作）が編成されるため0:45より放送 |
| 18 | 8月21日  | 視聴者の皆さんおすすめの街は?              |                                                                                      | 同時ネット局では前夜の23:10に『熱闘甲子園』（EX・ABC共同制作）が編成されるため0:45より放送 |
| 19 | 8月28日  | 酒場の聖地、葛飾区立石へ                   | 東京都葛飾区立石                                                                     | 出演：内藤大助                                                                             |
| 20 | 9月4日   | マツコが「マツコ立寄所」へ                 | 東京都葛飾区立石                                                                     |                                                                                            |
| 21 | 9月11日  | マツコ、武蔵小山商店街を走る！             | 東京都品川区武蔵小山                                                                 | 出演：井上雄太（俳優）                                                                     |
| 22 | 9月18日  | 高速道路の未公開特集                       |                                                                                      |                                                                                            |
| 23 | 9月25日  | 静岡で再会…自宅をサプライズ訪問            | 静岡県静岡市清水区                                                                   |                                                                                            |
| SP | 10月1日  | 3時間特集 マツコがディズニー＆自動車工場へ | 千葉県浦安市東京ディズニーシー 愛知県豊田市トヨタ自動車元町工場 静岡県焼津市・藤枝市 | 「3時間特集」 テレビ朝日系列フルネット全局で19:00 - 21:48に放送                            |
| 24 | 10月2日  | 3時間特集の未公開特集                      |                                                                                      |                                                                                            |
| 25 | 10月9日  | 世田谷区で回転寿司を爆食                   | 東京都世田谷区馬事公苑                                                               |                                                                                            |
| 26 | 10月16日 | 深夜のレンタル店で映画を物色               | 東京都世田谷区馬事公苑                                                               |                                                                                            |
| 27 | 10月23日 | 実は世田谷区と向き合うつもりだった…        | 東京都世田谷区馬事公苑                                                               | 同時ネット局では前夜の木曜ドラマ『遺産争族』初回15分拡大SPのため0:30から放送               |
| 28 | 10月30日 | 足立区のスーパーで爆買い！                 | 東京都足立区                                                                         |                                                                                            |
| 29 | 11月6日  | 足立区民が通う巨大な遊びスポットへ         | 東京都足立区                                                                         |                                                                                            |
| 30 | 11月13日 | 8年ぶりの東京タワーを徘徊                  | 東京都港区東京タワー                                                                 |                                                                                            |
| 31 | 11月20日 | 東京タワー大展望台へ                       | 東京都港区東京タワー                                                                 |                                                                                            |
| 32 | 11月27日 | 絶景の結婚式場へ                           | 東京都港区東京タワー                                                                 |                                                                                            |
| 33 | 12月4日  | 代田橋の沖縄タウンへ                       | 東京都世田谷区代田橋                                                                 |                                                                                            |
| 34 | 12月11日 | マツコ、女子会に絡む                       | 東京都世田谷区代田橋                                                                 |                                                                                            |
| 35 | 12月18日 | ふかわりょうと自由が丘を徘徊               | 東京都目黒区自由が丘                                                                 | 案内人：ふかわりょう                                                                       |
| 36 | 12月25日 | 自由が丘のクリスマスツリー                 | 東京都目黒区自由が丘                                                                 | 案内人：ふかわりょう                                                                       |

### 2016年
| 回 | 放送日   | サブタイトル                                | ロケ地                                                                                 | 備考 |
| -- | -------- | ------------------------------------------- | -------------------------------------------------------------------------------------- | --- |
| 37 | 1月8日   | 47軒も立ち寄った「食べる」シーン特集        |                                                                                        | |
| 38 | 1月15日  | テレビ朝日局内を徘徊                        | 東京都港区 テレビ朝日                                                                  | 同時ネット局では 前夜の木曜ドラマ『スペシャリスト』初回15分拡大SPのため 0:30から放送                                                              |
| 39 | 1月22日  | 美術倉庫やアナウンス部へ                    | 東京都港区 テレビ朝日                                                                  | 出演：田畑祐一、大西洋平、久冨慶子 |
| 40 | 1月29日  | ホームセンターで子猫に出会う                | 東京都中野区 ホームセンター                                                            | |
| 41 | 2月5日   | ホームセンターの個性的なお客さんたち        | 東京都中野区 ホームセンター                                                            | |
| 42 | 2月12日  | 空の徘徊をするためヘリポートへ              | 千葉県浦安市ヘリポート ヘリコプタークルージング                                        | 東京上空夜景 |
| 43 | 2月19日  | 東京上空をヘリコプターで徘徊                | 千葉県浦安市ヘリポート ヘリコプタークルージング                                        | |
| 44 | 2月26日  | 視聴者プレゼントを渡しに行く                |                                                                                        | |
| 45 | 3月4日   | 巨大ビル五反田TOCを彷徨う                   | 東京都品川区五反田 TOCビル                                                             | |
| 46 | 3月11日  | マツコ、ピアノを弾く！                      | 東京都品川区五反田 TOCビル                                                             | |
| 47 | 3月18日  | 高級毛皮・宝石の値段に驚く！                | 東京都品川区五反田 TOCビル                                                             | |
| 48 | 3月25日  | 銀座界隈のアンテナショップを巡る            | 東京都中央区日本橋 銀座                                                                | |
| 49 | 4月1日   | 銀座アンテナショップで爆買い                | 東京都中央区日本橋 銀座                                                                | |
| 50 | 4月8日   | 番外編 〜巷で出会った人々のその後〜         |                                                                                        | 同時ネット局では前夜の『ゴン中山&ザキヤマのキリトルTV』のため0:35から放送                                                                         |
| 51 | 4月22日  | 葛飾区堀切菖蒲園で昔の街を語る              | 東京都葛飾区 堀切菖蒲園 視聴者おすすめ 桜の穴場へ 東京都足立区 西新井                  | 2016年3月30日収録 同時ネット局では 前夜の木曜ドラマ『グッドパートナー 無敵の弁護士』初回15分拡大SPのため 0:30から放送                             |
| 52 | 4月29日  | 桜を求めて都内を徘徊                        | 東京都江東区 東陽町・門前仲町                                                          | |
| 53 | 5月6日   | マツコ、西新宿のカルチャーセンターへ        | 東京都新宿区西新宿 都庁前駅 周辺 青空市場 新宿マルシェ 朝日カルチャーセンター 新宿教室 | |
| 54 | 5月13日  | マツコ、カルチャー教室でジャズを歌う        | 東京都新宿区西新宿 都庁前駅 周辺 青空市場 新宿マルシェ 朝日カルチャーセンター 新宿教室 | |
| 55 | 5月20日  | マツコ、旧東海道を行く                      | 東京都品川区 北品川周辺 北品川商店街                                                   | |
| 56 | 5月27日  | マツコ、カフェ店主を激励する！              | 東京都品川区 北品川周辺 北品川商店街                                                   | |
| 57 | 6月3日   | お洒落な街「奥渋谷」を歩く                  | 東京都渋谷区神山町周辺                                                                 | |
| 58 | 6月10日  | 代々木八幡で「幸せ」を語る                  | 東京都渋谷区代々木八幡                                                                 | |
| 59 | 6月17日  | 杉並区久我山でホタルを探す                  | 東京都杉並区久我山                                                                     | |
| 60 | 6月24日  | 天王洲アイルの写真スタジオで モデルになる！ | 東京都品川区天王洲アイル                                                               | |
| 61 | 7月1日   | マツコ、ドローン撮影を体験                  | 東京都品川区天王洲アイル                                                               | |
| 62 | 7月8日   | 天王洲発東京湾クルーズ                      | 東京都品川区天王洲アイル                                                               | |
| 63 | 7月22日  | 新宿区大久保はどんな街？                    | 東京都新宿区大久保                                                                     | |
| 64 | 8月5日   | 涼を求めてかき氷店を巡る                    |                                                                                        | |
| 65 | 8月19日  | 未公開のマツコ雑談集                        |                                                                                        | 同時ネット局では前夜の23:10に『リオデジャネイロオリンピック2016ハイライト』、23:20に『熱闘甲子園』（EX・ABC共同制作）が編成されるため0:55より放送 |
| 66 | 8月26日  | 六本木の美容専門学校へ                      | 東京都港区六本木                                                                       | |
| 67 | 9月2日   | マツコはメイ牛山さんに似ている              | 東京都港区六本木                                                                       | |
| 68 | 9月9日   | ホテルの結婚式場を下見                      | 東京都江東区 ホテルイースト21東京                                                      | |
| 69 | 9月16日  | 水上チャペルで結婚式を体験                  | 東京都江東区 ホテルイースト21東京                                                      | |
| 70 | 9月23日  | 西東京市のラジオに出演する                  | 東京都西東京市 スカイタワー西東京（通称：田無タワー）                                  | |
| SP | 9月28日  | 1時間特集 福山雅治と徘徊する                |                                                                                        | ゲスト：福山雅治。2016年9月16日収録 ABC、HTBを除くテレビ朝日系22局ネットにて23:15 - 翌0:15枠で放送                                                |
| 71 | 9月30日  | 未公開シーン特集                            |                                                                                        | 28日の1時間特集で放送しきれなかった未公開シーンを放送。                                                                                           |
| 72 | 10月7日  | マツコ人生初のゴルフ挑戦                    | 東京都西東京市 TIME ZIPS 24                                                            | |
| 73 | 10月14日 | 馬喰町で定食に癒される                      | 東京都中央区日本橋馬喰町 JR馬喰町駅周辺                                                | 同時ネット局では 前夜の木曜ドラマ『ドクターX〜外科医・大門未知子〜』初回15分拡大SPのため 0:30から放送                                             |
| 74 | 10月21日 | マツコ 馬喰町の問屋街バーで飲む             | 東京都中央区日本橋馬喰町 JR馬喰町駅周辺                                                | 同時ネット局では 前夜の木曜ドラマ『ドクターX〜外科医・大門未知子〜』初回15分拡大SPのため 0:30から放送                                             |
| 75 | 10月28日 | 御徒町のディスカウント店をうろつく          | 東京都台東区 御徒町                                                                    | 同時ネット局では 前夜のSMBC日本シリーズ 第5戦 「日本ハム×広島」戦延長のため 1:05から放送                                                          |
| 76 | 11月4日  | 御徒町でラーメン・宝石・ゴルフ              | 東京都台東区 御徒町                                                                    | |
| 77 | 11月11日 | 誕生日に再びかき氷店めぐり                  | 東京都大田区梅屋敷 東京都文京区湯島                                                    | |
| 78 | 11月18日 | マツコ、大好きな茶トラ猫に出会う            | 東京都豊島区南池袋 西武池袋本店                                                        | |
| 79 | 11月25日 | マツコ、正月休みの温泉宿を探す              | 東京都豊島区南池袋 西武池袋本店                                                        | |
| 80 | 12月2日  | 初の北区へ！十条を徘徊                      | 東京都北区 十条                                                                        | |
| 81 | 12月9日  | 赤羽で林家ペーさんを探す                    | 東京都北区 赤羽                                                                        | |
| 82 | 12月16日 | マツコ、30年ぶりの書道                      | 東京都大田区梅屋敷                                                                     | |
| 83 | 12月23日 | クリスマス時期に視聴者プレゼントを配達      |                                                                                        | |
| SP | 12月28日 | 1時間特集 〜クルマ開発の現場へ〜            |                                                                                        | テレビ朝日系列フルネット全局で23:20 - 翌0:20に放送                                                                                                |

### 2017年
| 回  | 放送日   | サブタイトル                           | ロケ地                                    | 備考                                                                                                  |
| --- | -------- | -------------------------------------- | ----------------------------------------- | --- |
| 84  | 1月13日  | 飲むシーン未公開特集                   |                                           | 同時ネット局では前夜の木曜ドラマ『就活家族〜きっと、うまくいく〜』初回15分拡大SPのため0:30から放送    |
| 85  | 1月20日  | マツコ、宇宙ミュージアムへ             | 東京都文京区 水道橋駅 TeNQ                | |
| 86  | 1月27日  | 荻窪のハチミツ専門店へ                 | 東京都杉並区 荻窪駅                       | |
| 87  | 2月3日   | 通販ショップでお宝商品を探す           | 東京都江戸川区平井                        | |
| 88  | 2月10日  | 徘徊中、同級生と偶然の再会             | 東京都江戸川区平井                        | |
| 89  | 2月17日  | あの巨大煙突の清掃工場へ               | 東京都豊島区池袋                          | |
| 90  | 2月24日  | 清掃工場の巨大煙突内部へ               | 東京都豊島区池袋                          | |
| 91  | 3月3日   | 開業から半世紀、有楽町の商業ビルへ     | 東京都千代田区有楽町 有楽町駅 有楽町ビル  | |
| 92  | 3月10日  | マツコ、料理教室を体験する             | 東京都千代田区有楽町 有楽町駅 有楽町ビル  | |
| 93  | 3月17日  | マツコ、焼き立てパンに感動             | 東京都千代田区有楽町 有楽町駅 有楽町ビル  | |
| 94  | 3月31日  | 世田谷区 松陰神社でお惣菜をほお張る    | 東京都世田谷区若林                        | |
| 95  | 4月7日   | マツコ、キレイな長髪をうらやむ         | 東京都世田谷区若林                        | |
| 96  | 4月14日  | 今年もお花見！その前に…                | 東京都荒川区                              | |
| 97  | 4月21日  | 大学生遭遇率の高い桜めぐり             | 東京都荒川区                              | |
| 98  | 4月28日  | 同級生・木村拓哉と初めての乾杯         | 東京都                                    | 出演：森川夕貴（テレビ朝日アナウンサー）、喜田勝（気象予報士）                                        |
| 99  | 5月5日   | 木村拓哉と一緒に夜の浅草寺へ           | 東京都                                    | |
| 100 | 5月12日  | 六本木ヒルズで大東京ジオラマを見学     | 東京都港区六本木                          | |
| 101 | 5月19日  | 六本木ヒルズで理想の夫婦と出会う       | 東京都港区六本木                          | |
| 102 | 5月26日  | 立川の自動車教習所へ                   | 東京都立川市                              | |
| 103 | 6月2日   | マツコ、マニュアル車を運転             | 東京都立川市                              | |
| 104 | 6月9日   | マツコ、奥代官山を歩く                 | 東京都渋谷区代官山町                      | |
| 105 | 6月16日  | 奥代官山の音楽専門学校へ               | 東京都渋谷区代官山町                      | |
| 106 | 6月23日  | 台東区 鶯谷で若者たちと飲む            | 東京都台東区鶯谷                          | |
| 107 | 6月30日  | 銀座のシックスではなくファイブへ       | 東京都中央区銀座 銀座ファイブ             | |
| 108 | 7月7日   | マツコ、刀剣・写真に興味を持つ         | 東京都中央区銀座 銀座ファイブ             | |
| 109 | 7月14日  | マツコ、大判小判の輝きに興奮           | 東京都中央区銀座 銀座ファイブ             | |
| 110 | 8月11日  | 麻布十番のインターナショナルスーパーへ | 東京都港区麻布十番                        | |
| 111 | 8月18日  | 千葉県の製鉄所 アンコール放送          | 京葉工業地域（千葉県工業地域）            | |
| 112 | 8月25日  | セレブな街、渋谷区 広尾を歩く          | 東京都渋谷区広尾                          | |
| 113 | 9月1日   | セレブ広尾でオシャレな店を巡る         | 東京都渋谷区広尾                          | |
| 114 | 9月8日   | 出版社のビルから神宮球場の花火を見る   | 東京都渋谷区千駄ヶ谷                      | |
| 115 | 9月15日  | 千駄ヶ谷にある「将棋の聖地」へ         | 東京都渋谷区千駄ヶ谷                      | |
| 116 | 9月22日  | マツコ、熱帯魚店で大いに迷う           | 東京都中央区銀座                          | |
| 117 | 9月29日  | 練馬駅周辺にはお菓子屋さんが…          | 東京都練馬区練馬駅                        | |
| 118 | 10月6日  | 沼袋で飲み歩き、思い出話               | 東京都中野区沼袋                          | |
| 119 | 10月13日 | マツコ、カメラを買って写真を撮る       | 東京都台東区上野 上野恩賜公園             | 同時ネット局では 前夜の木曜ドラマ『ドクターX〜外科医・大門未知子〜』初回15分拡大SPのため 0:30から放送 |
| 120 | 10月20日 | 夜の上野公園で外飲み                   | 東京都台東区上野 上野恩賜公園             | 同時ネット局では 前夜の木曜ドラマ『ドクターX〜外科医・大門未知子〜』初回15分拡大SPのため 0:30から放送 |
| 121 | 10月27日 | 調布市 仙川のオシャレストリートへ      | 東京都調布市仙川                          | |
| 122 | 11月3日  | 気になる駅名 第1位「分倍河原駅」へ     | 東京都府中市分倍河原                      | |
| 123 | 11月10日 | 恵比寿ガーデンプレイスの百貨店へ       | 東京都渋谷区恵比寿 恵比寿ガーデンプレイス | |
| 124 | 11月17日 | ヒャダイン行きつけのバーへ             | 東京都渋谷区恵比寿 恵比寿ガーデンプレイス | |
| 125 | 11月24日 | 大泉洋と穴場の遊園地を下見             | 埼玉県所沢市西武園ゆうえんち              | 『探偵はBARにいる3』の映画宣伝目的を兼ねての出演                                                      |
| 126 | 12月1日  | 大泉洋と遊園地を徘徊中にハプニング？   | 埼玉県所沢市西武園ゆうえんち              | 『探偵はBARにいる3』の映画宣伝目的を兼ねての出演                                                      |
| 127 | 12月8日  | 世田谷区の回転する大仏を鑑賞           | 東京都世田谷区大蔵                        | |
| 128 | 12月15日 | マツコ、犬のしつけ教室で子犬を抱く     | 東京都世田谷区深沢                        | |
| 129 | 12月22日 | マツコ、豪農の自宅を訪問               | 東京都世田谷区深沢                        | |

### 2018年
| 回  | 放送日   | サブタイトル                                 | ロケ地                                     | 備考                                                       |
| --- | -------- | -------------------------------------------- | ------------------------------------------ | ---------------------------------------------------------- |
| 130 | 1月12日  | 木村拓哉と大吉を引くまでおみくじ巡り         | 東京都港区赤坂豊川稲荷                     | 木曜ドラマ『BG〜身辺警護人〜』の番組宣伝目的を兼ねての出演 |
| 131 | 1月19日  | 木村拓哉と寺社仏閣巡り おみくじの結果は？    | 東京都港区赤坂豊川稲荷                     | 木曜ドラマ『BG〜身辺警護人〜』の番組宣伝目的を兼ねての出演 |
| 132 | 1月26日  | 品川駅近くの漢方ミュージアムへ               | 東京都品川区                               |                                                            |
| 133 | 2月2日   | マツコ、廃校を再利用した施設へ               | 東京都世田谷区池尻                         |                                                            |
| 134 | 2月9日   | マツコ、豪邸を建てる妄想をする               | 東京都世田谷区池尻                         |                                                            |
| 135 | 2月16日  | 「皆既月食」を見よう！その前に防寒対策       | 東京都江東区深川                           |                                                            |
| 136 | 2月23日  | スカイツリーの下から皆既月食を観測           | 東京都江東区深川                           |                                                            |
| 137 | 3月2日   | 青山・表参道でバレンタインスイーツを探す     | 東京都港区北青山表参道                     |                                                            |
| 138 | 3月9日   | 渋谷で林家ペーさんを大捜索                   | 東京都港区北青山表参道                     |                                                            |
| 139 | 3月16日  | 銀座の総合楽器店でドラムを叩く               | 東京都中央区銀座                           |                                                            |
| 140 | 3月23日  | マツコ、自動演奏ピアノ購入を検討             | 東京都中央区銀座                           |                                                            |
| 141 | 3月30日  | 今だから放送できる未公開シーン               |                                            |                                                            |
| 142 | 4月6日   | 紀尾井町の名門ホテルへ                       | 東京都千代田区                             |                                                            |
| 143 | 4月13日  | 待望の回転展望レストランへ                   | 東京都千代田区                             |                                                            |
| 144 | 4月20日  | 今年は満開の桜めぐり                         | 視聴者から募集していた「桜の穴場スポット」 |                                                            |
| 145 | 4月27日  | マツコ一人花見を楽しむ                       | 視聴者から募集していた「桜の穴場スポット」 |                                                            |
| 146 | 5月4日   | マツコ、メール投稿者の恵美さんに会いに行く。 | 視聴者から募集していた「桜の穴場スポット」 |                                                            |
| 147 | 5月11日  | オシャレ飲み屋街「中野レンガ坂」へ           | 東京都中野区中野                           |                                                            |
| 148 | 5月18日  | 中野レンガ坂で飲み歩く。けど酔えない…        | 東京都中野区中野                           |                                                            |
| 149 | 5月25日  | 港区白金のセレブっぽくない商店街へ           | 東京都港区白金                             |                                                            |
| 150 | 6月1日   | 白金のセレブな「プラチナ通り」を歩く         | 東京都港区白金                             |                                                            |
| 151 | 6月8日   | 気になる駅名3位だった「松原団地」へ          | 埼玉県草加市獨協大学前駅 獨協大学          |                                                            |
| 152 | 6月15日  | マツコ、二郎系ラーメンに初挑戦               | 埼玉県草加市獨協大学前駅 獨協大学          |                                                            |
| 153 | 6月22日  | 南青山の「キラー通り」へ                     |                                            |                                                            |
| 154 | 6月29日  | ヘリコプターで東京上空を遊覧 再編集版        |                                            |                                                            |
| 155 | 7月6日   | マツコ、大好きなホットケーキを食べる         |                                            |                                                            |
| 156 | 7月13日  | マツコ、ペットフード店で子犬を抱く           |                                            |                                                            |
| 157 | 7月27日  | 杉並区 高円寺の雑貨店へ                      | 東京都杉並区高円寺                         |                                                            |
| 158 | 8月10日  | 悩める女子たちとの対話特集                   |                                            |                                                            |
| 159 | 8月17日  | 番外編 〜巷で出会った人々のその後〜          |                                            |                                                            |
| 160 | 8月24日  | 夏恒例のかき氷店めぐり                       |                                            |                                                            |
| 161 | 8月31日  | マツコお気に入りのかき氷は？                 |                                            |                                                            |
| 162 | 9月7日   | 高円寺の古着屋街でコーディネート             | 東京都杉並区高円寺                         |                                                            |
| 163 | 9月14日  | お台場のショッピングモールへ                 | 東京都港区台場                             |                                                            |
| 164 | 9月21日  | マツコ、大学生カップルに助言                 | 東京都港区台場                             |                                                            |
| 165 | 9月28日  | 都立大学駅のオシャレ魚屋さんへ               | 東京都目黒区都立大学駅                     |                                                            |
| 166 | 10月5日  | 中目黒駅の高架下を歩く                       | 東京都目黒区中目黒駅                       |                                                            |
| 167 | 10月12日 | マツコ中目黒の気になる会社を訪問…            | 東京都目黒区中目黒駅                       |                                                            |
| 168 | 10月19日 | 渋谷のシェアオフィスを訪問                   | 東京都渋谷区                               |                                                            |
| 169 | 10月26日 | マツコ、共同生活するクリエイターたちと雑談   | 東京都渋谷区                               |                                                            |
| 170 | 11月9日  | オシャレな街・清澄白河の今と昔               | 東京都江東区白河                           |                                                            |
| 171 | 11月16日 | マツコ、ホールケーキをほお張る               | 東京都江東区白河                           |                                                            |
| 172 | 11月23日 | 奥浅草で色んな味のおかきを試食               | 東京都台東区浅草                           |                                                            |
| 173 | 11月30日 | 奥浅草にある懐かしの老舗洋食店へ             | 東京都台東区浅草                           |                                                            |
| 174 | 12月7日  | マツコ、芸妓さんに会いに「浅草見番」へ       | 東京都台東区浅草                           |                                                            |
| 175 | 12月14日 | 千葉県「東京ドイツ村」のイルミネーション     | 千葉県袖ケ浦市                             |                                                            |
| 176 | 12月21日 | ドイツ村で中国のランタンに感激               | 千葉県袖ケ浦市                             |                                                            |

### 2019年
| 回  | 放送日   | サブタイトル                             | ロケ地                                                      | 備考 |
| --- | -------- | ---------------------------------------- | ----------------------------------------------------------- | --- |
| 177 | 1月11日  | 初の板橋区へ！蓮根を歩く                 | 東京都板橋区蓮根                                            | |
| 178 | 1月25日  | 巨大ビル五反田TOCを彷徨う 再編集版       | 東京都品川区                                                | |
| 179 | 2月1日   | マツコ、高島平で餃子40個を注文           | 東京都板橋区高島平                                          | |
| 180 | 2月8日   | マツコ、カトリックの大聖堂を見学         | 東京都文京区関口                                            | |
| 181 | 2月15日  | 文京区の名門ホテルへ！広大な庭園を歩く   | 東京都文京区関口                                            | |
| 182 | 2月22日  | マツコ、名門ホテルの高級スイートルームへ | 東京都文京区関口                                            | |
| 183 | 3月1日   | 千代田区の廃校を再利用したアート施設へ   | 東京都千代田区外神田                                        | |
| 184 | 3月8日   | マツコ、おもちゃに夢中！1人で遊ぶ…？     | 東京都千代田区外神田                                        | |
| 185 | 3月15日  | マツコ、リアルな動物の造形に驚く         | 東京都千代田区外神田                                        | |
| 186 | 3月22日  | 手芸用品店でドレス用の生地を買う         | 東京都大田区蒲田                                            | |
| 187 | 3月29日  | マツコ、手作り趣味のカルチャースクールへ | 東京都大田区蒲田                                            | |
| 188 | 4月5日   | 天海祐希と徘徊、20年振りの原宿へ         | 東京都渋谷区原宿                                            | 木曜ドラマ『緊急取調室 3rd SEASON』の番組宣伝目的を兼ねての出演                                                         |
| 189 | 4月12日  | 天海祐希と原宿のかわいい雑貨店へ         | 東京都渋谷区原宿                                            | 木曜ドラマ『緊急取調室 3rd SEASON』の番組宣伝目的を兼ねての出演                                                         |
| 190 | 4月19日  | 今年で見納め！？穴場の桜めぐり           | 東京都中央区日本橋人形町 浜町緑道 勧進帳の弁慶像近く 江東区 | |
| 191 | 4月26日  | 最後の桜めぐりを、圧巻の夜桜で締めくくる | 東京都中央区日本橋人形町 浜町緑道 勧進帳の弁慶像近く 江東区 | |
| 192 | 5月3日   | 園芸専門店でお風呂場ジャングル計画！     | 東京都練馬区石神井台                                        | |
| 193 | 5月10日  | マツコ、練馬野菜のスムージーに目覚める！ | 東京都練馬区石神井台                                        | |
| 194 | 5月17日  | 高田馬場の日本語学校に訪問               | 東京都新宿区高田馬場                                        | |
| 195 | 5月24日  | 桜メールの投稿者に会いに行く 再編集版    |                                                             | |
| 196 | 5月31日  | マツコ、高田馬場のゲームセンターで遊ぶ！ | 東京都新宿区高田馬場                                        | |
| 197 | 6月7日   | 台東区蔵前の卸問屋で駄菓子を買う         | 東京都台東区蔵前                                            | |
| 198 | 6月14日  | オシャレな街に変わりつつある蔵前へ       | 東京都台東区蔵前                                            | |
| 199 | 6月21日  | ガンダムの街、杉並区 上井草へ            | 東京都杉並区上井草                                          | |
| 200 | 6月28日  | マツコ、ガンダムの総監督と語り合う       | 東京都杉並区上井草                                          | |
| 201 | 7月5日   | 渋谷区「ダガヤサンドウ」でV6三宅健に遭遇 | 東京都渋谷区千駄ケ谷駅、北参道駅                            | |
| 202 | 7月12日  | マツコ、たくさんの“オシャンティー”に遭遇 | 東京都渋谷区千駄ケ谷駅、北参道駅                            | |
| 203 | 7月26日  | マツコが食べてきた、かき氷特集           |                                                             | |
| 204 | 8月9日   | 泣く泣くカットした未公開集               |                                                             | |
| 205 | 8月16日  | 代々木のオシャレ施設で紅茶かき氷を！     |                                                             | |
| 206 | 8月23日  | マツコ、家で作るパスタの食べ方を語る     |                                                             | |
| 207 | 8月30日  | 木更津駅前のショッピングモールへ         | 千葉県木更津市                                              | |
| 208 | 9月6日   | マツコ、木更津でラジオ番組を収録         | 千葉県木更津市                                              | 当番組のロケの際にかずさエフエムにて収録した『マツコ・グランプリ in 木更津』は9月11日に同局にて完全版として放送された。 |
| 209 | 9月13日  | 木更津の帰り道、海ほたるへ               | 海ほたるパーキングエリア                                    | |
| 210 | 9月20日  | マツコ、海ほたるでお土産を爆買い         | 海ほたるパーキングエリア                                    | |
| 211 | 9月27日  | 江東区にある現代アート専門の美術館へ     | 東京都現代美術館                                            | |
| 212 | 10月4日  | マツコ、架空の地図に妄想を膨らます       | 東京都現代美術館                                            | |
| 213 | 10月18日 | 江東区 門前仲町のユニークな複合施設へ    |                                                             | |
| 214 | 10月25日 | 視聴者からの「オシャンティー」投稿を読む |                                                             | |
| 215 | 11月1日  | 自動車の祭典「東京モーターショー」へ     | 東京ビッグサイト                                            | |
| 216 | 11月8日  | マツコ、車メーカーの重役を次々とイジる   | 東京ビッグサイト                                            | |
| 217 | 11月15日 | マツコ、モーターショーでおぎやはぎに遭遇 | 東京ビッグサイト                                            | BS日テレ制作『おぎやはぎの愛車遍歴』（11月30日放送）のロケで来ていたおぎやはぎなどの出演者とコラボを行った。            |
| 218 | 11月22日 | マツコ、ガンプラのジオラマを製作         | ガンダムベース東京（東京都江東区青海ダイバーシティ東京）    | |
| 219 | 11月29日 | マツコ、ガンプラ総合施設を徘徊           | ガンダムベース東京（東京都江東区青海ダイバーシティ東京）    | |
| 220 | 12月6日  | 大井競馬場でイルミネーションを楽しむ     | 大井競馬場                                                  | |
| 221 | 12月13日 | マツコ、幻想的な桜のトンネルで記念撮影   | 大井競馬場                                                  | |
| 222 | 12月20日 | マツコ、サンバの羽根を試着               | 東京都台東区 浅草橋駅                                       | |

### 2020年
| 回  | 放送日   | サブタイトル                                      | ロケ地                                    | 備考                                             |
| --- | -------- | ------------------------------------------------- | ----------------------------------------- | ------------------------------------------------ |
| 223 | 1月10日  | マツコ、最新の仏壇に興味津々                      | 東京都台東区 浅草橋駅                     |                                                  |
| 224 | 1月17日  | マツコ、池袋でダイヤモンド富士を見学              | 池袋サンシャイン60                        |                                                  |
| 225 | 1月24日  | マツコ、水族館で可愛い動物に癒される              | 池袋サンシャイン60                        |                                                  |
| 226 | 1月31日  | マツコ、ナンジャタウンで餃子三昧！                | 池袋サンシャイン60                        |                                                  |
| 227 | 2月7日   | マツコ、最新VR技術で釣り対決！                    | 池袋サンシャイン60                        |                                                  |
| 228 | 2月14日  | マツコ、新宿御苑の大温室へ！                      | 新宿御苑                                  |                                                  |
| 229 | 2月21日  | 六本木の画廊で有名芸術家の作品と出会う            | 六本木ピラミデビル                        |                                                  |
| 230 | 2月28日  | 品川区中延にあるクリエイターが集まるビルへ        | 品川インストールの途中だビル              |                                                  |
| 231 | 3月6日   | マツコ、個性的な芸術家に興味津々！                | 品川インストールの途中だビル              |                                                  |
| 232 | 3月13日  | マツコ、ビル内で活動する劇団を訪問                | 品川インストールの途中だビル              |                                                  |
| 233 | 3月20日  | 特別編〜巷で出会ったカップルたちの近況報告〜      |                                           |                                                  |
| 234 | 3月27日  | 杉並区上井草でガンダムの総監督と語り合う 再編集版 |                                           |                                                  |
| 235 | 4月3日   | マツコ、超個性的なフリーペーパーに興味津々        | 中目黒                                    |                                                  |
| 236 | 4月10日  | マツコが作るフリーペーパー構想とは？              | 中目黒                                    |                                                  |
| 237 | 4月17日  | マツコ、急きょスタジオで収録を行う！              |                                           | この回からCOVID-19対策の一環でロケを自粛。       |
| 238 | 4月24日  | マツコ、オーダーメイドの黒い羽根を装着            |                                           |                                                  |
| 239 | 5月8日   | マツコが食べてきた美味しいパン特集                |                                           |                                                  |
| 240 | 5月15日  | 見るだけで元気が出るマツコの遊ぶシーン特集        |                                           |                                                  |
| 241 | 5月22日  | マツコが巷で出会った「かわいい動物特集」          |                                           |                                                  |
| 242 | 6月5日   | 豊島区池袋の清掃工場を見学 再編集版               | 東京都豊島区池袋                          |                                                  |
| 243 | 6月12日  | 港区白金を徘徊 再編集版                           | 東京都港区白金                            |                                                  |
| 244 | 6月19日  | 恵比寿でヒャダインさんと飲む 再編集版             | 東京都渋谷区恵比寿 恵比寿ガーデンプレイス |                                                  |
| 245 | 6月26日  | ヒャダインさん選曲のBGMと共に流しそうめんを体験   |                                           |                                                  |
| 246 | 7月3日   | サンドウィッチマンさんと仙台徘徊を妄想？          |                                           |                                                  |
| 247 | 7月10日  | マツコ、はとバスツアーを妄想する                  |                                           |                                                  |
| 248 | 7月17日  | マツコ、顔写真だけで鋭い考察を展開する            |                                           |                                                  |
| 249 | 7月24日  | マツコ、理想の『のり弁』について考える            |                                           |                                                  |
| 250 | 7月31日  | マツコ、MADARA MANJIの美術館リポートに感心        |                                           |                                                  |
| 251 | 8月7日   | マツコ、空想地図作家と地図談義で興奮              |                                           |                                                  |
| 252 | 8月14日  | マツコ、理想の「のり弁」を食す                    |                                           |                                                  |
| 253 | 8月28日  | マツコ、超リアルパンダに大興奮！                  |                                           |                                                  |
| 254 | 9月4日   | 皆様から募集した「怖い話」で涼をお届け。          |                                           |                                                  |
| 255 | 9月11日  | マツコ、理想の「回転寿司10皿」を考える            |                                           |                                                  |
| 256 | 9月18日  | マツコ、洞察力で「何カレーを選ぶのか」を見抜く    |                                           |                                                  |
| 257 | 9月25日  | 皆さんから届いた「マツコに観て欲しい写真」を紹介  |                                           |                                                  |
| 258 | 10月1日  | マツコ、「世界のおやき」を試食                    |                                           |                                                  |
| 259 | 10月9日  | マツコ、ドライバーさん達の「自慢の抜け道」を聞く  |                                           |                                                  |
| 260 | 10月16日 | マツコ、抜け道大賞に100万円！？                   |                                           |                                                  |
| 261 | 10月22日 | ヒャダインさんと46分テープに入れる曲を考える      |                                           |                                                  |
| 262 | 10月30日 | ヒャダインさんと考えたカセットテープが完成        |                                           |                                                  |
| 263 | 11月6日  | マツコ、番組ADが考えた企画のプレゼンを聞く        |                                           |                                                  |
| 264 | 11月13日 | マツコ、建築のプロから「好きな建築物BEST3」を聞く |                                           |                                                  |
| 265 | 11月20日 | マツコとアンガ田中オススメ建築1位を発表           |                                           |                                                  |
| 266 | 11月27日 | マツコが審査「適当に買ってきて-1 グランプリ」     |                                           |                                                  |
| 267 | 12月4日  | マツコと渡辺謙                                    |                                           |                                                  |
| 268 | 12月11日 | マツコと渡辺謙でテンション上がった話              |                                           |                                                  |
| 269 | 12月18日 | マツコVS保田圭 千葉クイズ                         |                                           | 千葉県富津市をフィーチャーしたクイズで対決       |
| 270 | 12月25日 | マツコ挑戦 政界の暴れん坊クイズ                   |                                           | 保田圭と富津市出身の浜田幸一に関するクイズで対決 |

### 2021年
| 回  | 放送日  | サブタイトル                                              | ロケ地 | 備考 |
| --- | ------- | --------------------------------------------------------- | ------ | --- |
| 271 | 1月8日  | マツコと美味しい食べ物                                    |        | 過去にマツコが美味しそうに食べるシーンを未公開部分を含めて放送                                                                                        |
| 272 | 1月15日 | マツコが選ぶ「雑誌の見出し大賞」                          |        | |
| 273 | 1月22日 | マツコが選ぶ雑誌見出し大賞発表                            |        | |
| 274 | 1月29日 | マツコ興奮…AD企画完結編                                   |        | |
| 275 | 2月5日  | マツコ感服「お叱り代行サービス」                          |        | |
| 276 | 2月12日 | マツコと東京夜景                                          |        | 過去にマツコが訪れた場所のシーンを放送 |
| 277 | 2月19日 | マツコが徘徊したホテル特集                                |        | 過去にマツコが訪れたホテルのシーンを放送 |
| 278 | 2月26日 | マツコが訪れた学校特集                                    |        | 過去にマツコが訪れた学校のシーンを放送 |
| 279 | 3月5日  | マツコが本当に住みたい街                                  |        | 過去にマツコが「住みたい」と発言した街のシーンを放送した。 番組後半には技術スタッフの挙げる思い出の回も紹介された。                                   |
| 280 | 3月12日 | マツコ「諏訪クイズ」に挑戦                                |        | 冒頭にて、この日が番組として最後の収録日であり、放送（オンエアー）は残り3回であることにも触れられた。                                                 |
| 281 | 3月19日 | マツコ浜崎あゆみへの忠誠心に…                             |        | 過去に番組に登場したロケバスドライバーである池田のこれまでを振り返った。 番組後半には過去に紹介した長野県で開業したおやき屋のオーナーと現状を話した。 |
| 282 | 3月26日 | 最終回。元祖主婦の成長にマツコ感激！AD企画で最後を飾るが… |        | 過去に番組に登場したAD（通称：主婦）との思い出を振り返った。 その後、彼の近況報告も行われた。                                                         |

### 2024年
| 回 | 放送日 | サブタイトル                           | ロケ地                          | 備考                                                                                       |
| -- | ------ | -------------------------------------- | ------------------------------- | ------------------------------------------------------------------------------------------ |
| SP | 6月7日 | マツコ3年ぶりの徘徊〜富山・広島 特別編 | 富山テレビ放送 広島ホームテレビ | 「テレビ朝日開局65周年記念 2時間特別編」 テレビ朝日系列フルネット全局で20:00 - 21:48に放送 |

## スタッフ
- 制作著作：テレビ朝日
- カメラアシスタント：林義広[13][14]
- カメラ：星野基幸[13]羽田廣宣[15]
- 美術デザイン：崎村陽（テレビ朝日クリエイト）[16]
- AD：前田有輝（通称：元祖主婦）、澤野友美[13]、今井元貴、岩崎ちひろ、藤澤潤、真喜志亘[17]、三宅幸穂[18]
- ロケ車両ドライバー：池田敏幸（東名運輸）
- 衣装協力：ONE WILL[19]
- プロデューサー：小田隆一郎[20]、高橋正輝[19]

## ネット局と放送時間
| 放送対象地域   | 放送局            | 系列           | 放送日時                     | 放送開始日    | 遅れ             | 備考      |
| -------------- | ----------------- | -------------- | ---------------------------- | ------------- | ---------------- | --------- |
| 関東広域圏     | テレビ朝日        | テレビ朝日系列 | 金曜 0:15 - 0:45（木曜深夜） | 2015年4月3日  | 制作局           |           |
| 岩手県         | 岩手朝日テレビ    | テレビ朝日系列 | 金曜 0:15 - 0:45（木曜深夜） | 2015年4月17日 | 同時ネット       | [ 注 8 ]  |
| 秋田県         | 秋田朝日放送      | テレビ朝日系列 | 金曜 0:15 - 0:45（木曜深夜） | 2015年4月3日  | 同時ネット       |           |
| 山形県         | 山形テレビ        | テレビ朝日系列 | 金曜 0:15 - 0:45（木曜深夜） | 2015年4月3日  | 同時ネット       |           |
| 福島県         | 福島放送          | テレビ朝日系列 | 金曜 0:15 - 0:45（木曜深夜） | 2015年4月3日  | 同時ネット       |           |
| 長野県         | 長野朝日放送      | テレビ朝日系列 | 金曜 0:15 - 0:45（木曜深夜） | 2015年4月3日  | 同時ネット       |           |
| 沖縄県         | 琉球朝日放送      | テレビ朝日系列 | 金曜 0:15 - 0:45（木曜深夜） | 2015年4月3日  | 同時ネット       |           |
| 山口県         | 山口朝日放送      | テレビ朝日系列 | 金曜 0:15 - 0:45（木曜深夜） | 2015年4月15日 | 同時ネット       | [ 注 9 ]  |
| 静岡県         | 静岡朝日テレビ    | テレビ朝日系列 | 金曜 0:15 - 0:45（木曜深夜） | 2015年7月4日  | 同時ネット       | [ 注 10 ] |
| 青森県         | 青森朝日放送      | テレビ朝日系列 | 金曜 0:15 - 0:45（木曜深夜） | 2015年4月15日 | 同時ネット       | [ 注 11 ] |
| 新潟県         | 新潟テレビ21      | テレビ朝日系列 | 金曜 0:15 - 0:45（木曜深夜） | 2015年7月8日  | 同時ネット       | [ 注 12 ] |
| 近畿広域圏     | 朝日放送テレビ    | テレビ朝日系列 | 金曜 1:58 - 2:33（木曜深夜） | 2015年4月12日 | 遅れネット       | [ 注 14 ] |
| 宮城県         | 東日本放送        | テレビ朝日系列 | 水曜 0:20 - 0:50（火曜深夜） | 2015年4月15日 | 遅れネット       | [ 注 15 ] |
| 福岡県         | 九州朝日放送      | テレビ朝日系列 | 木曜 0:50 - 1:20（水曜深夜） | 2015年4月15日 | 遅れネット       | [ 注 16 ] |
| 熊本県         | 熊本朝日放送      | テレビ朝日系列 | 金曜 0:45 - 1:15（木曜深夜） | 2015年4月15日 | 遅れネット       | [ 注 17 ] |
| 大分県         | 大分朝日放送      | テレビ朝日系列 | 水曜 0:50 - 1:20（火曜深夜） | 2015年4月17日 | 遅れネット       | [ 注 18 ] |
| 鹿児島県       | 鹿児島放送        | テレビ朝日系列 | 水曜 0:50 - 1:20（火曜深夜） | 2015年4月17日 | 遅れネット       | [ 注 19 ] |
| 鳥取県・島根県 | 日本海テレビ      | 日本テレビ系列 | 水曜 1:35 - 2:05（火曜深夜） | 2015年4月18日 | 遅れネット       | [ 注 20 ] |
| 愛媛県         | 愛媛朝日テレビ    | テレビ朝日系列 | 月曜 0:25 - 0:55（日曜深夜） | 2015年4月27日 | 遅れネット       | [ 注 21 ] |
| 北海道         | 北海道テレビ      | テレビ朝日系列 | 土曜 0:15 - 0:45（金曜深夜） | 2015年5月15日 | 遅れネット       | [ 注 22 ] |
| 富山県         | 富山テレビ        | フジテレビ系列 | 土曜 0:59 - 1:30（金曜深夜） | 2015年7月4日  | 遅れネット       | [ 注 23 ] |
| 石川県         | 北陸朝日放送      | テレビ朝日系列 | 日曜 0:05 - 0:35（土曜深夜） | 2015年7月5日  | 遅れネット       | [ 注 24 ] |
| 香川県・岡山県 | 瀬戸内海放送      | テレビ朝日系列 | 金曜 0:20 - 0:50（木曜深夜） | 2015年7月28日 | 遅れネット       | [ 注 25 ] |
| 中京広域圏     | メ〜テレ          | テレビ朝日系列 | 金曜 0:15 - 0:48（木曜深夜)  | 2015年10月4日 | 遅れネット       | [ 注 26 ] |
| 日本全国       | テレ朝チャンネル1 | CS放送         | 日曜 23:00 - 23:30           | 2015年10月4日 | リピート放送あり |           |

- テレビ高知：不定期放送

### 過去のネット局
- 広島県：広島ホームテレビ - 火曜 0:55 - 1:30（月曜深夜）2015年4月21日 - 2017年3月28日 / 木曜 1:58 - 2:28（水曜深夜）2018年12月6日 - 2018年12月26日
- 長崎県：長崎文化放送 - 土曜 16:55 - 17:25 2015年4月21日 - 不明[注 27]

### 備考
- 2016年4月15日は、前夜に発生した熊本地震に伴うANN報道特別番組に差し替えられたため、休止となった。
- 2016年7月15日は、第145回全英オープンゴルフ第1日生中継のため、休止となった。
- 2016年7月29日は、第40回全英リコー女子オープンゴルフ第1日生中継のため、休止となった。
- 2016年8月12日は、リオデジャネイロオリンピック2016生中継のため、休止となった。
- 2020年5月1日と5月29日（同年4月と5月の最終週）は、新型コロナウイルス感染拡大防止対策による本番組の収録自粛に伴い、『アベマの時間』の放送に差し替える措置を行ったため、休止となった[25]。